# Valencia West, Arizona
Valencia West är en ort (CDP) i Pima County, i delstaten Arizona, USA. Enligt United States Census Bureau har orten en folkmängd på 9 355 invånare (2010) och en landarea på 27 km².